# آقجة
الآقچة(التركية: فضة) كانت العملة السائدة في الدولة العثمانية، وهي تساوي ثلاث بارات.
هي عملة فضية ضربت لأول مرة سنة 729ه‍/ 1327م في عهد السلطان أورخان. وكانت النقود العثمانية تحمل على وجهها الأول كلمة الشهادة، وعلى الوجه الثاني اسم الأمير باللغة الدارجة «أورخان» وهي عبارة يقصد بها الدعاء له «خلد الله ملكه» دون الإشارة إلى الأب ولا زمان الضرب ومكانه، مما أدى إلى ازدهار الحركة التجارية الخارجية.